# Franco Causio
Franco Causio (* 1. únor 1949, Lecce, Itálie) je bývalý italský fotbalový záložník.
První zápasy mezi dospělými odehrál v třetiligovém Lecce v roce 1964. Po roce odešel hrát do Sambenedettese, kdy hrál také jeden rok. Tam si jej všimli funkcionáři z Juventusu a ti jej v roce 1966 koupili. V prvním roce za Bianconeri neodehrál žádné utkání a ve druhém roce se objevil na hřišti jen jednou.
Klub jej tak uvolnil nejprve do druholigové Regginy. Tady odehrál 30 utkání a vstřelil 5 branek. Sezonu 1969/70 odehrál 22 utkání v nejvyšší lize za Palermo. Od sezony 1970/71 se stal na jedenáct let hráčem Bianconeri. S klubem získal šest titulů v lize (1971/72, 1972/73, 1974/75, 1976/77, 1977/78, 1980/81), jeden italský pohár (1978/79) a také pohár UEFA (1976/77). Za Bianconeri odehrál celkem 452 utkání a vstřelil 16 branek.
V roce 1981 se přestoupil do Udinese, kde hrál tři roky. Poté se na jeden rok upsal Interu. V roce 1985 se vrátil po dvaceti letech vrátil do Lecce. I tady hrál jen rok a odešel na dva roky do druholigové Triestiny. Zde v roce 1988 ukončil kariéru. Celkem za svou kariéru odehrál 757 utkání a vstřelil 107.

## Hráčská statistika
| Sezóna  | Klub           | Liga    | Liga   | Liga       | Ligové poháry | Ligové poháry | Ligové poháry | Kontinentální poháry | Kontinentální poháry | Kontinentální poháry | Celkem | Celkem |
| Sezóna  | Klub           | Soutěž  | Zápasy | Obdr. Góly | Soutěž        | Zápasy        | Góly          | Soutěž               | Zápasy               | Góly                 | Zápasy | Góly   |
| ------- | -------------- | ------- | ------ | ---------- | ------------- | ------------- | ------------- | -------------------- | -------------------- | -------------------- | ------ | ------ |
| 1964/65 | Lecce          | Serie C | 3      | 0          | -             | 0             | 0             | -                    | 0                    | 0                    | 3      | 0      |
| 1965/66 | Sambenedettese | Serie C | 13     | 0          | -             | 0             | 0             | -                    | 0                    | 0                    | 13     | 0      |
| 1966/67 | Juventus       | Serie A | 0      | 0          | IP            | 0             | 0             | Vel.P                | 0                    | 0                    | 0      | 0      |
| 1967/68 | Juventus       | Serie A | 1      | 0          | IP            | 0             | 0             | PMEZ                 | 0                    | 0                    | 1      | 0      |
| 1968/69 | Reggina        | Serie B | 30     | 5          | IP            | 0             | 0             | -                    | 0                    | 0                    | 30     | 5      |
| 1969/70 | Palermo        | Serie A | 22     | 3          | IP            | 3             | 1             | -                    | 0                    | 0                    | 25     | 4      |
| 1970/71 | Juventus       | Serie A | 20     | 6          | IP            | 0             | 0             | Vel.P                | 12                   | 1                    | 32     | 7      |
| 1971/72 | Juventus       | Serie A | 30     | 6          | IP            | 9             | 2             | UEFA                 | 6                    | 2                    | 45     | 10     |
| 1972/73 | Juventus       | Serie A | 28     | 8          | IP            | 10            | 4             | PMEZ                 | 9                    | 1                    | 47     | 13     |
| 1973/74 | Juventus       | Serie A | 28     | 2          | IP            | 8             | 1             | PMEZ+Int.P           | 2+1                  | 0                    | 39     | 3      |
| 1974/75 | Juventus       | Serie A | 28     | 7          | IP            | 8             | 0             | UEFA                 | 9                    | 0                    | 45     | 7      |
| 1975/76 | Juventus       | Serie A | 29     | 5          | IP            | 3             | 1             | PMEZ                 | 3                    | 0                    | 35     | 6      |
| 1976/77 | Juventus       | Serie A | 30     | 5          | IP            | 9             | 1             | UEFA                 | 11                   | 1                    | 50     | 7      |
| 1977/78 | Juventus       | Serie A | 30     | 3          | IP            | 4             | 0             | PMEZ                 | 7                    | 2                    | 41     | 5      |
| 1978/79 | Juventus       | Serie A | 30     | 1          | IP            | 9             | 3             | PMEZ                 | 2                    | 0                    | 41     | 4      |
| 1979/80 | Juventus       | Serie A | 26     | 4          | IP            | 4             | 0             | PVP                  | 7                    | 3                    | 37     | 7      |
| 1980/81 | Juventus       | Serie A | 25     | 2          | IP            | 6             | 1             | UEFA                 | 3                    | 0                    | 34     | 3      |
| 1981/82 | Udinese        | Serie A | 26     | 5          | IP            | 4             | 1             | -                    | 0                    | 0                    | 30     | 6      |
| 1982/83 | Udinese        | Serie A | 27     | 3          | IP            | 5             | 2             | -                    | 0                    | 0                    | 32     | 5      |
| 1983/84 | Udinese        | Serie A | 30     | 3          | IP            | 9             | 2             | -                    | 0                    | 0                    | 39     | 5      |
| 1984/85 | Inter          | Serie A | 24     | 0          | IP            | 10            | 1             | UEFA                 | 7                    | 2                    | 41     | 3      |
| 1985/86 | Lecce          | Serie A | 26     | 3          | IP            | 5             | 0             | -                    | 0                    | 0                    | 31     | 3      |
| 1986/87 | Triestina      | Serie B | 29     | 5          | IP            | 0             | 0             | -                    | 0                    | 0                    | 29     | 5      |
| 1987/88 | Triestina      | Serie B | 35     | 0          | IP            | 5             | 0             | -                    | 0                    | 0                    | 40     | 0      |
| Celkově | Celkově        | Celkově | 570    | 76         | -             | 108           | 19            | -                    | 79                   | 12                   | 757    | 107    |

## Reprezentační kariéra
Za reprezentaci nastoupil do 63 utkání a vstřelil šest branek. První zápas odehrál 29. dubna 1972 proti Belgii (0:0). Poté reprezentoval svou zem devět let. Byl na třech turnajích MS (MS 1974, MS 1978 a MS 1982). Z MS 1982 má zlatou medaili. Také byl na ME 1980, kde také skončil na 4. místě. Poslední utkání odehrál 16. února 1983 proti Kypru (1:1).

### Statistika na velkých turnajích
| Reprezentace | Rok     | Zápasy                         | Zápasy | Zápasy         | Zápasy           | Zápasy           | Zápasy            |
| Reprezentace | Rok     | Fáze turnaje                   | Datum  | Soupeř         | Odehraných minut | Vstřelené branky | Výsledek          |
| ------------ | ------- | ------------------------------ | ------ | -------------- | ---------------- | ---------------- | ----------------- |
| Itálie       | MS 1974 | 2 zápas ve skupině             | 19. 6. | Argentina      | 24               | 0                | 1:1               |
| Itálie       | MS 1974 | 3 zápas ve skupině             | 23. 6. | Polsko         | 90               | 0                | 1:2               |
| Itálie       | MS 1978 | 1 zápas ve skupině             | 2. 6.  | Francie        | 90               | 0                | 2:1               |
| Itálie       | MS 1978 | 2 zápas ve skupině             | 6. 6.  | Maďarsko       | 90               | 0                | 3:1               |
| Itálie       | MS 1978 | 3 zápas ve skupině             | 10. 6. | Argentina      | 90               | 0                | 1:0               |
| Itálie       | MS 1978 | 1 zápas v semifinálové skupině | 14. 6. | NSR            | 90               | 0                | 0:0               |
| Itálie       | MS 1978 | 2 zápas v semifinálové skupině | 18. 6. | Rakousko       | 90               | 0                | 1:0               |
| Itálie       | MS 1978 | 3 zápas v semifinálové skupině | 21. 6. | Nizozemí       | 45               | 0                | 1:2               |
| Itálie       | MS 1978 | o 3. místo                     | 24. 6. | Brazílie       | 90               | 1                | 1:2               |
| Itálie       | ME 1980 | 1 zápas ve skupině             | 12. 6. | Španělsko      | 90               | 0                | 0:0               |
| Itálie       | ME 1980 | 2 zápas ve skupině             | 15. 6. | Anglie         | 88               | 0                | 1:0               |
| Itálie       | ME 1980 | 3 zápas ve skupině             | 18. 6. | Belgie         | 90               | 0                | 0:0               |
| Itálie       | ME 1980 | o 3. místo                     | 21. 6. | Československo | 120              | 0                | 1:1 (8:9 na pen.) |
| Itálie       | MS 1982 | 2 zápas v první skupin. fáze   | 18. 6. | Peru           | 45               | 0                | 1:1               |
| Itálie       | MS 1982 | Finále                         | 11. 7. | NSR            | 1                | 0                | 3:1               |

## Úspěchy

### Klubové
- 6× vítěz italské ligy (1971/72, 1972/73, 1974/75, 1976/77, 1977/78, 1980/81)
- 1× vítěz italského poháru (1978/79)
- 1x vítěz poháru UEFA (1976/77)

### Reprezentační
- 3× na MS (1974, 1978, 1982 - zlato)
- 1× na ME (1980)

### Vyznamenání
Zlatý límec za sportovní zásluhy (2017)

 Medaile za atletickou statečnost (1982)

 Medaile za atletickou statečnost (1972)